# John Béchervaise
John Mayston Béchervaise (11 de mayo de 1910 – 13 de julio de 1998) fue un escritor, fotógrafo, artista, historiador y explorador australiano. Es especialmente conocido por sus trabajos y logros en la Antártida. Béchervaise estuvo casado con Lorna Fearn Wannan.
Béchervaise concurrió a la escuela en Melbourne. Ingresó al Geelong College en 1935 para crear un programa de actividades al aire libre para varones. Durante la Segunda Guerra Mundial estudió historia del arte en el Courtauld Institute of Art en Londres, pero regresó al Geelong College al finalizar la guerra.
En enero de 1949 lideró una expedición de escalada de la Geelong College Exploration Society para ascender al aún no ascendido Federation peak de 1224 m en Tasmania. También lideró el primer grupo en llegar hasta el extremo norte de Tasmania, en la isla Rodondo en el estrecho de Bass, a 10 km de la costa de Victoria.

## Antártida
En la década de 1950 Béchervaise se une al Australian National Antarctic Research Expeditions (ANARE). Fue líder en la isla Heard en 1953, de una expedición que no tuvo éxito en ascender el Pico Mawson de 2745 m en el macizo Big Ben, el pico más elevado del territorio australiano.
También fue líder de la base Mawson, Antártida en las campañas de los años 1955 y 1959. Desde allí lideró viajes exploratorios adentrándose hasta 600km en el continente, explorando la tierra de Mac Robertson y la región de las montañas del Príncipe Carlos. Fue condecorado con la Medalla Polar por sus exploraciones.
Béchervaise visitó bases antárticas norteamericanas en 1966 como observador australiano con Operation Deep Freeze.
En el verano de 1970-1980 Béchervaise regresó a la Antártida a bordo del MV Nanok S en el primer viaje de este buque al sur con ANARE. Béchervaise sirvió de asesor al contingente naval que viajaba en el buque.

## Obras
Béchervaise escribió numerosos artículos en las revistas Walkabout, el Naturalista de Victoria, entre otras. Entre los libros que escribió se cuentan:
- 1947 – Barwon and Barrabools – Poems with Pictures. Henry Thacker: Geelong.
- 1957 – ANARE: Australia's Antarctic Outposts. OUP: Melbourne. (With Philip Law).
- 1959 – Antarctica: Australian Explorers. OUP: Melbourne.
- 1961 – The Far South. Angus & Robertson: Sydney.
- 1963 – Blizzard and Fire. A year at Mawson, Antarctica. Angus & Robertson: Sydney.
- 1967 – Australia: World of Difference. The Australian transition. Rigby: Adelaide.
- 1967 – Australia and Antarctica. Nelson Doubleday: Sydney.
- 1968 – Australian Mountains and Rivers. Nelson Doubleday: Sydney.
- 1970 – Ballarat and Western Goldfields Sketchbook. Rigby.
- 1970 – Bendigo and Eastern Goldfields Sketchbook. Rigby.
- 1971 – Blue Mountain Sketchbook. Rigby.
- 1973 – Old Melbourne Hotels Sketchbook. Rigby.
- 1975 – Grampians Sketchbook. Rigby.
- 1976 – Old Victorian Country Pubs Sketchbook. Rigby: Adelaide.
- 1976 – Wilsons Promontory. Rigby: Adelaide.
- 1977 – Ballarat sketchbook. Rigby.
- 1977 – Historic Melbourne Sketchbook. Rigby.
- 1977 – University of Melbourne Sketchbook. Rigby: Adelaide.
- 1978 – Science: Men on Ice in Antarctica. Lothian Publishing: Melbourne.
- 1979 – Antarctica. The Last Horizon. Cassell: Stanmore. (Revised and expanded edition of The Far South).
- 1979 – Castlemaine Sketchbook. Rigby.
- 1980 – Rediscovering Victoria's Goldfields. Pitman: Carlton.
- 1982 – The Bendigo Book. Bendigo Ampersand Publishing.
- 1985 – The University of Melbourne – an Illustrated Perspective. MUP: Carlton.
- 1995 – Arctic and Antarctic – the Will and the Way of John Riddoch Rymill. Bluntisham Books: UK.